# Manteau (vêtement)
Pour les articles homonymes, voir Manteau.

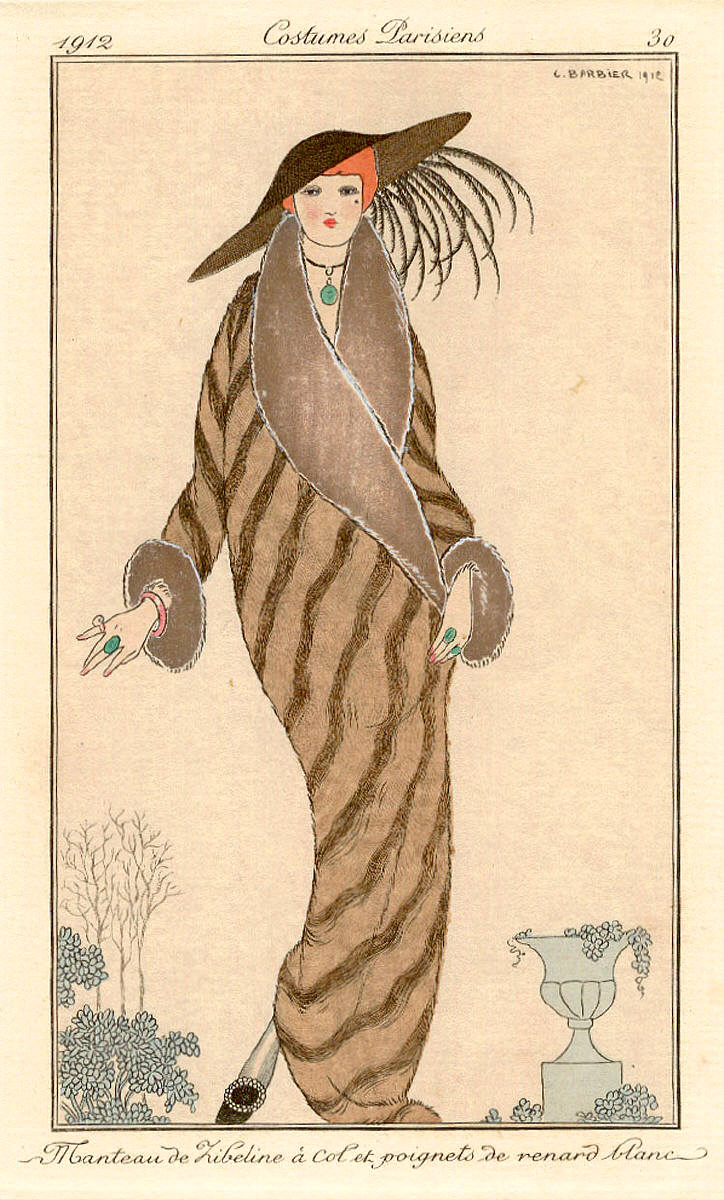
Manteau de zibeline.

Un manteau (du latin mantellum pour voile) ou paletot (du moyen anglais paltok, sorte de jaquette) est un vêtement plus long que les hanches. C’est par cette longueur qu’il se distingue de la veste et du blouson. Il se porte par-dessus les autres vêtements pour se prémunir des intempéries.
Il s'ouvre généralement sur le devant, ses manches sont longues et il comporte parfois une capuche. 
Il peut être porté aussi bien par les femmes que par les hommes, avec des coupes différentes.

## Historique

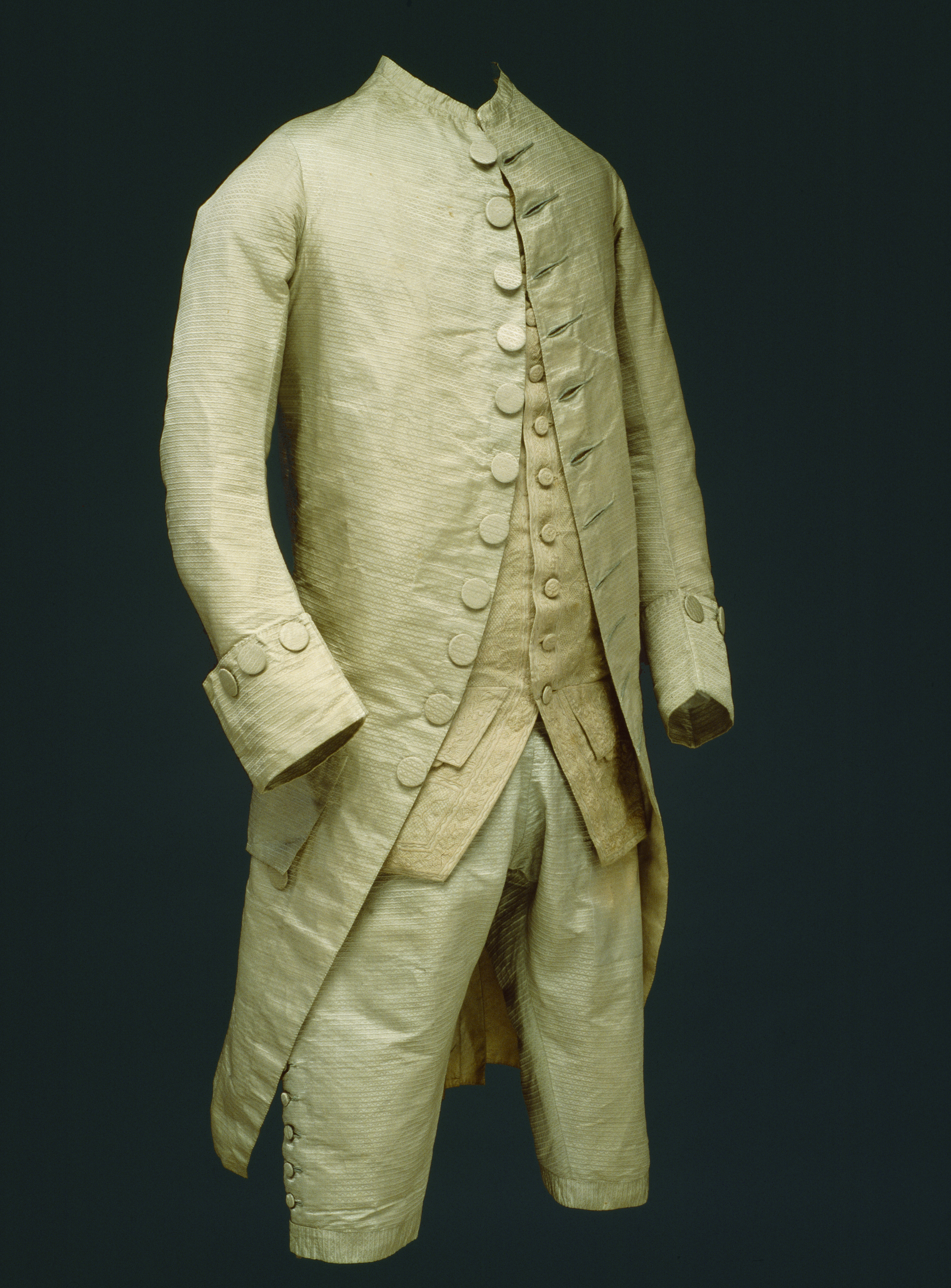
Manteau de Gustav IIIs celadondräkt, 1777

Avant de connaître la vocation purement fonctionnelle de protection des intempéries qui est la sienne de nos jours, le manteau permettait à celui qui le portait d'asseoir sa position sociale. Ainsi dans la Rome antique, le citoyen libre enroulait sa toge pour se différencier des esclaves. Au Moyen Âge, seuls les nobles admis à la cour avaient le privilège de porter la houppelande. Au XVe siècle, il reste réservé à la noblesse puis devient peu à peu un vêtement populaire.
Vers le milieu du XVIe siècle, la cape portée dans le costume de cour est copiée sous la forme du manteau de reître. Les manteaux les plus luxueux sont coupés comme les capes, en forme de cercle ou de demi-cercle, mais les capes sont très courtes tandis que les manteaux arrivent entre la mi-cuisse et le genou. La mode suit les manteaux luxueux de la cour avec des manteaux en cercle ou demi-cercle. Dans les années 1560, les manches des manteaux tendent à disparaître : les manteaux portés comme des capes, ces manches ne sont de toute façon pas utilisées.
À la fin du XVIe siècle, le manteau s'est démocratisé dans l'ensemble des classes sociales en France. Les hommes en possèdent généralement deux ou plus, même dans les foyers d'artisans modestes, et au moins quatre chez les plus aisés, mais il reste très rare chez les femmes. Ces manteaux sont très souvent faits de drap : ils sont souvent noirs, mais parfois colorés de façon plus ou moins vives. Les manteaux sont généralement doublés et portent un col en velours. Le manteau peut être particulièrement long, surtout pour accompagner la robe des hommes âgés ou portant l'uniforme ecclésiastique ou juridique : il arrive alors jusqu'aux chevilles et sert aussi à accompagner le convoi lors d'enterrements. Le manteau est alors graduellement remplacé par un justaucorps, les manteaux restants se teignant de plus en plus souvent en gris plutôt qu'en noir.
Sous Louis XIII, la mode codifie la façon de porter le manteau : jusque-là, on le drape de la façon qu'on veut et on peut l'accrocher n'importe où s'il gêne, par exemple sur une épaule. Au début du XVIIe siècle, le drap est remplacé par la serge, bien plus abordable. Chez les notables, le camelot remplace la soie. Les manteaux pour femmes font aussi leur apparition chez les veuves âgées et riches.
À la fin du XVIIe siècle, les manteaux pour femmes naissent dans leur forme moderne d'une robe ouverte à l'avant.
Le manteau sera éclipsé par la redingote au début du XIXe siècle pour revenir dès le milieu du siècle sous différentes formes avec notamment des pèlerines amovibles. En 1893, apparaissent les premiers manteaux en fourrure.
Une légende veut que le col de velours des manteaux aurait été inventé pour commémorer les décapitations de la Révolution française. En réalité, il s'agissait de pallier le fait que cette partie du manteau s'élime rapidement, étant ensuite plus facile de la réparer en cas d'absence de tissu de rechange.
La longueur à la mode du manteau est, dans les années 1930 comme dans les années 1990, à mi-mollet, et, dans les années 2010, derrière le genou plutôt que dessous. D'autres personnes le portent à mi-cuisse. Les militaires français ont, eux, une longueur réglementaire absolue, les manteaux des officiers et des gendarmes se coupant à 33 cm au-dessus du sol.

## Uniforme militaire

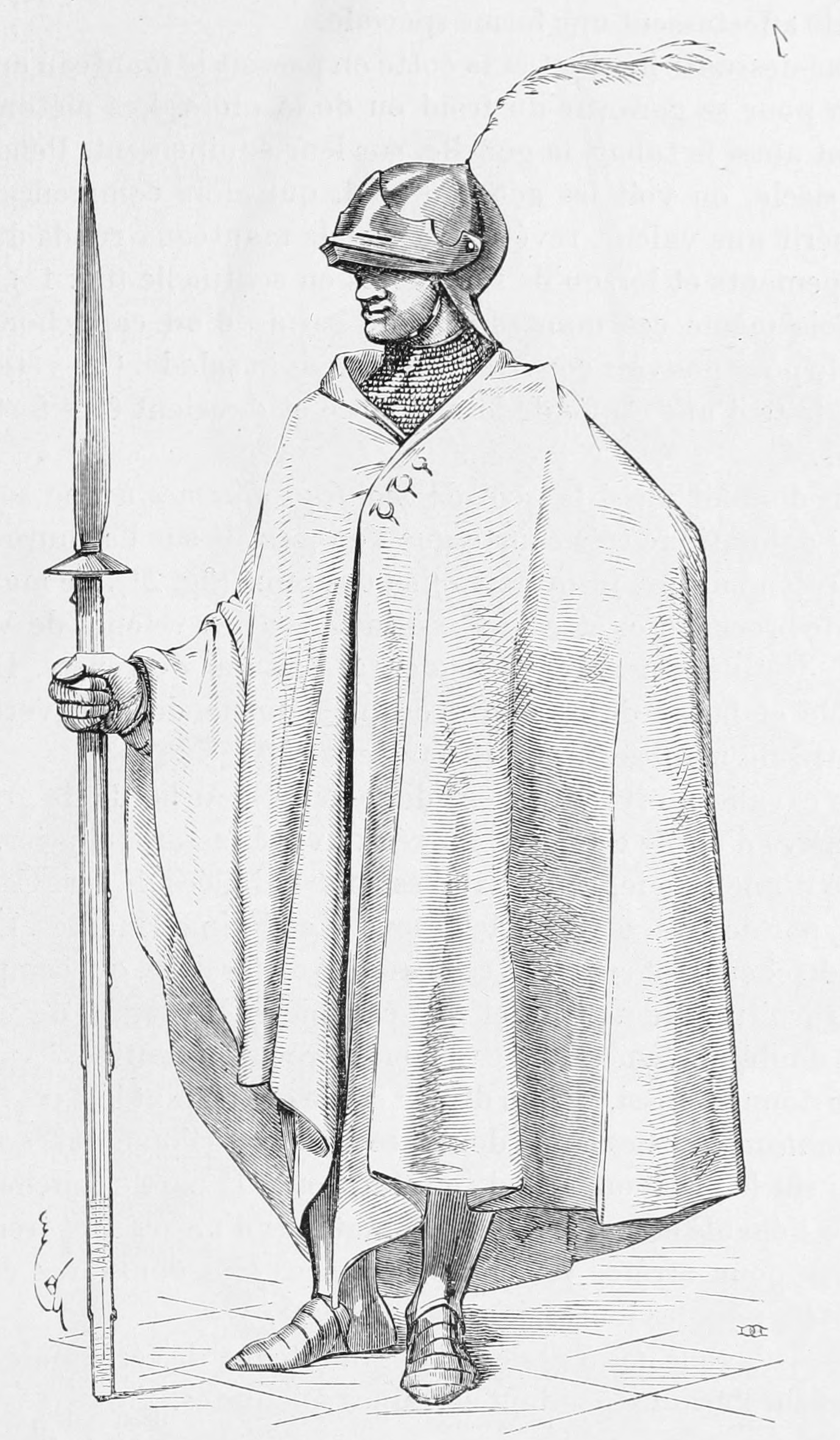

Le manteau ou mantel était porté par les gens de guerre sous les Mérovingiens et les Carolingiens. Par-dessus le haubert et la cotte, on passait le manteau pour se protéger du froid ou de la pluie. Les piétons portaient aussi le tabar sur leur équipement. Pendant le XVe siècle, ils sont revêtus de grands manteaux ronds dans les campements et en sentinelle. Quelquefois même ces manteaux sont garnis d'un capuchon assez ample pour pouvoir couvrir entièrement le casque et la tête. On donnait aussi, à la fin du XVe siècle et pendant le XVIe siècle, le nom de manteau d'armes à une doublure de fer que l'on posait en guise d'écu sur le plastron et qui couvrait toute la partie gauche entre le cou, l'épaule et la poitrine. Ces manteaux d'armes sont treillissés d'acier pour arrêter le fer de la lance. Ces doublures étaient adoptées pour les joutes, jamais en guerre.

## Type de manteaux

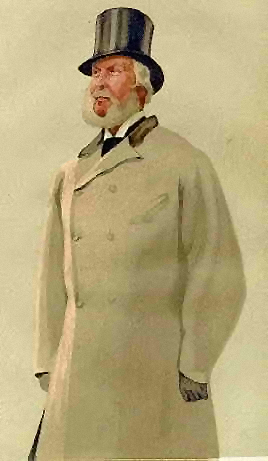
Manteau pour homme, en 1876.

- Blazer : veste de costume ;Leonard Bernstein portant un blazer en 1945.

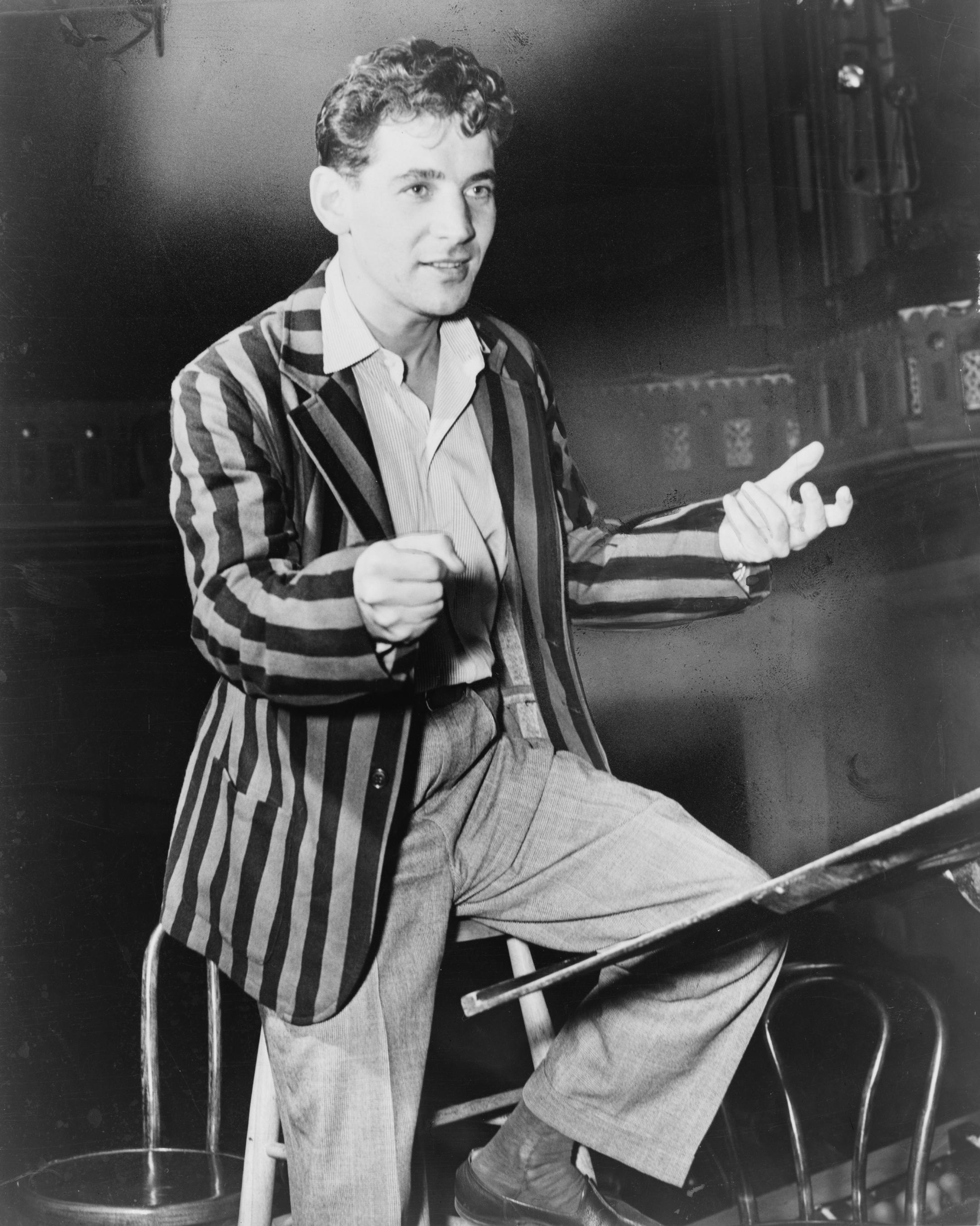
Leonard Bernstein portant un blazer en 1945.

- Bomber ou blouson bombardier : manteau court à simple fermeture éclair, possédant une petite poche zippée sur le bras gauche (porté par les aviateurs américains) ;
- Caban : manteau bleu marine à très large revers et à double boutonnage, caractéristique de l'U.S. Navy ;
- Cache-poussière : manteau long / très long de type pardessus ;
- Canadienne : manteau 3/4, en épais tissu de laine avec capuchon et boutons à brandebourg;
- Chesterfield (en) : manteau à boutonnage dissimulé ;
- Ciré ou veste de quart : manteau entièrement imperméable porté par les marins ;
- Doudoune : manteau rembourré de duvet (plumes, polyester...) et chaud conçu pour la saison hivernale, reconnaissable à ses bourrelets horizontaux ;
- Duffel-coat : manteau aux attaches en petites cornes (de bois, de plastique) appelées Brandebourg, en drap de laine épaisse et à large capuche ;

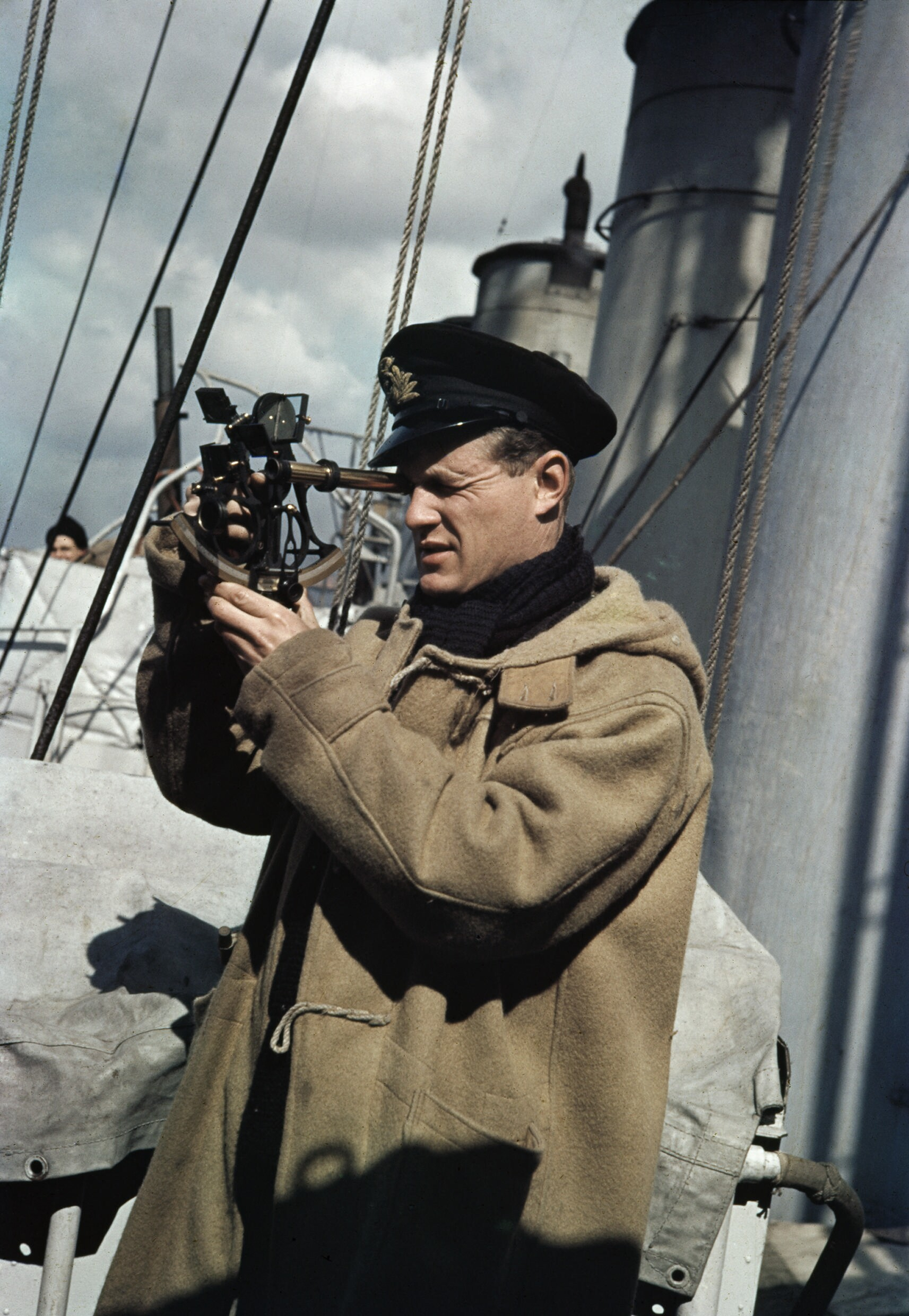
Un officier de la Royal Navy portant un Duffle-coat en 1942.

- Gabardine (en) : manteau long en gabardine un tissage de laine serré genre serge ;
- Houppelande : sorte de manteau proche de la cape (porté au Moyen Âge) ;
- Imperméable : manteau avec traitement spécifique contre la pluie ;
- Loden ou lodo : manteau de couleur verte du Tyrol connu dès le XIVe siècle ;
- Macfarlane : manteau long dépourvu de manche et muni d'une cape ;
- Mackintosh :
- Paletot : version courte et modernisé du pardessus
- Paludamentum : manteau porté par les généraux sous la République romaine ;
- Pardessus : manteau long / très long en drap de laine, historiquement à fermeture croisée puis parfois droite (vêtement que l'on met par-dessus les autres, remis au goût du jour par la série Peaky Blinders ;Une infirmière britannique membre de la First Aid Yeomanry, portant un pardessus en 1918 (photographiée par Horace Nicholls).

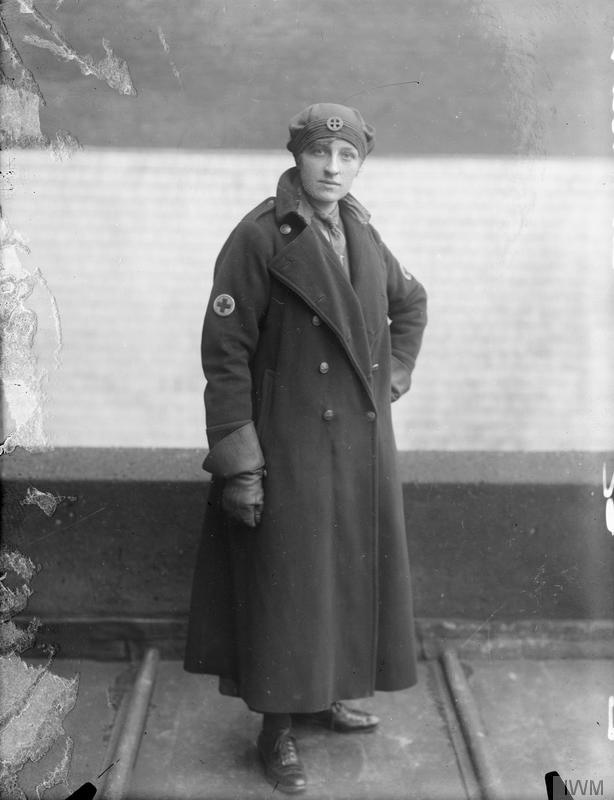
Une infirmière britannique membre de la First Aid Yeomanry, portant un pardessus en 1918 (photographiée par Horace Nicholls).

- Parka : manteau épais et chaud conçu pour la saison hivernale s'arrêtant à hauteur de cuisse, comportant généralement des poches plaquées à l'avant ;
- Perfecto : blouson en cuir à fermeture éclair, comportant classiquement 4 boutons sur ses revers, originellement porté par les motards (popularisé mondialement durant les 50's).
- Raglan : manteau dont les manches n'ont pas de couture aux épaules ;
- Redingote : vêtement intermédiaire entre la robe et le manteau, dont le nom provient de l'anglais riding coat (littéralement, manteau pour la monte, manteau de cavalier) ;
- Teddy : blouson court, léger, au corps en laine et aux manches en cuir, ayant une coupe droite, des couleurs flashy et des boutons pressions (utilisé originellement par les universités aux États-Unis) ;
- Trench-coat : manteau léger et long, reconnaissable par sa martingale et/ou ses épaulettes et ses storm flaps.Le personnage de Columbo (interprété par Peter Falk, à droite) vêtu de son célèbre trench-coat en 1974.

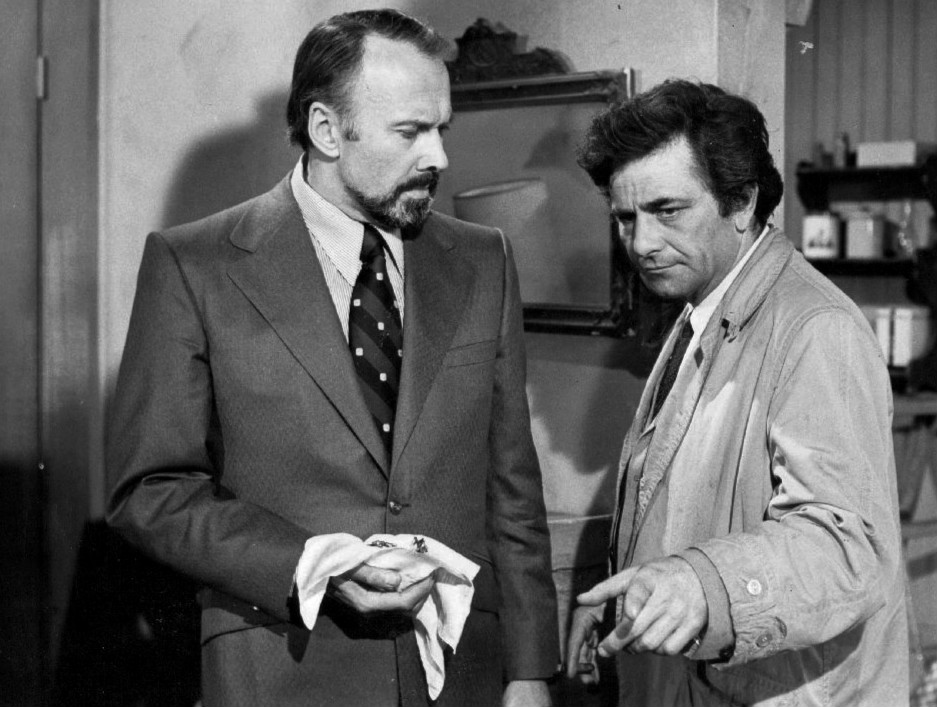
Le personnage de Columbo (interprété par Peter Falk, à droite) vêtu de son célèbre trench-coat en 1974.

- Ulster (en) : manteau à double boutonnage.

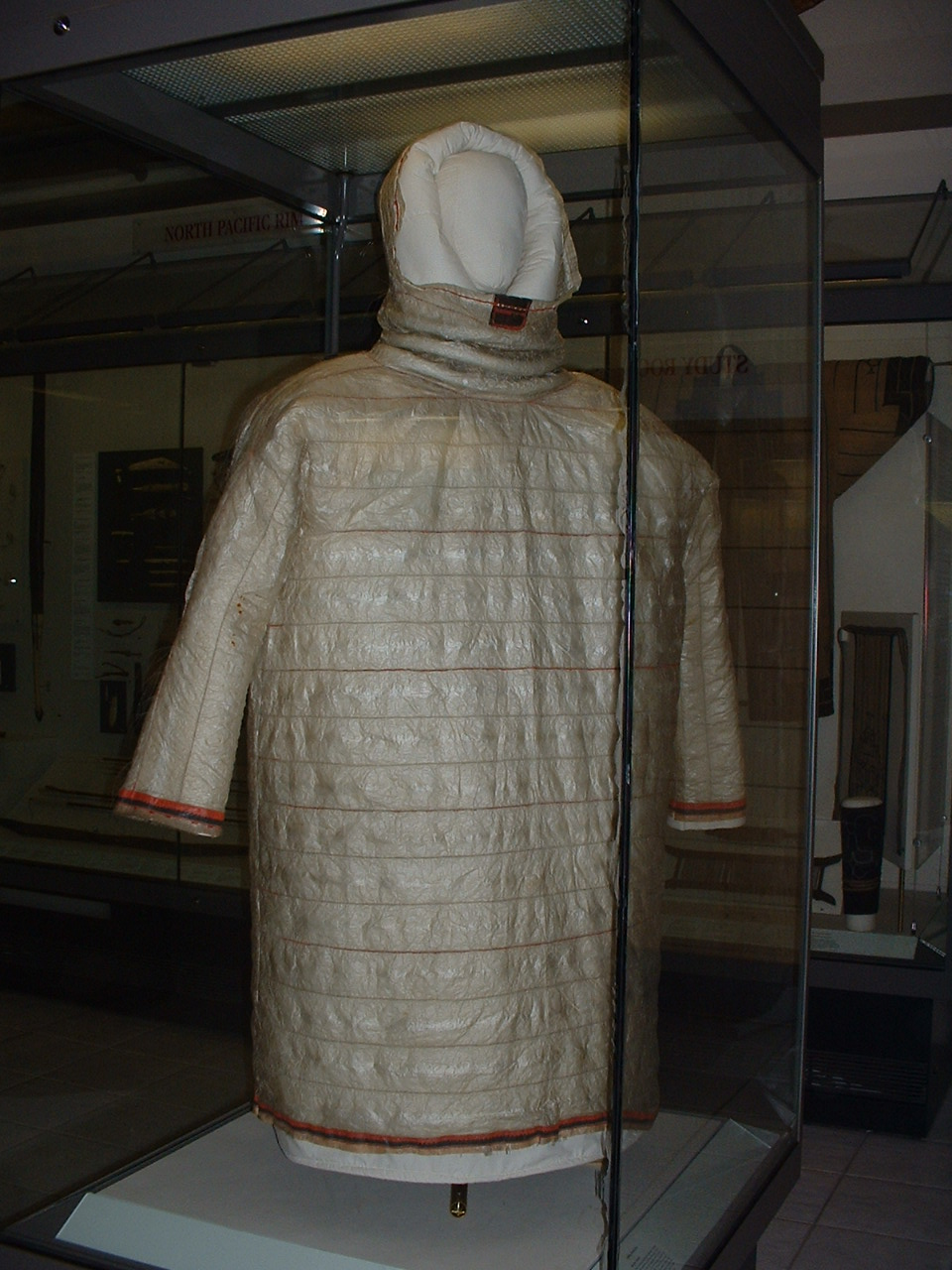
Exemple de manteau.

## Accessoires
- Pèlerine